# La Venta (Francisco Morazán)
Pour les articles homonymes, voir La Venta.
La Venta est une municipalité du Honduras, située dans le département de Francisco Morazán. Elle est fondée en 1889. La municipalité de La Venta comprend 5 villages et 81 hameaux.

## Source de la traduction
- (en) Cet article est partiellement ou en totalité issu de l’article de Wikipédia en anglais intitulé « La Venta, Francisco Morazán » (voir la liste des auteurs).